# Zespół Rothmunda-Thomsona

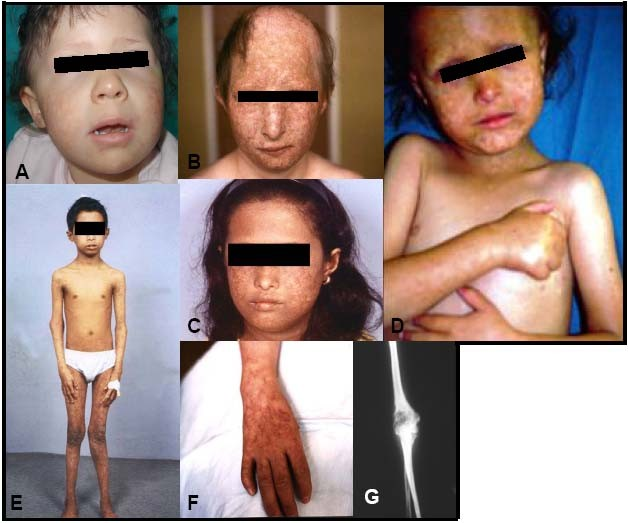
Pacjenci z zespołem Rothmunda-Thompsona

Zespół Rothmunda-Thompsona (ang. Rothmund-Thomson syndrome, RTS) – rzadki zespół wad wrodzonych charakteryzujący się występowaniem:
- niskiego wzrostu,
- zmian skórnych,
  - skóra marmurkowata,
  - teleangiektazje,
  - zmiany pigmentacji,
- defektów paznokci, zębów,
- wrodzonej zaćmy,
- łysienia,
- wrodzonych zaburzeń kostnych,
- zwiększonego ryzyka zachorowania na kostniakomięsaka[1].

Zespół został po raz pierwszy opisany w 1868 roku przez niemieckiego dermatologa Augusta Rothmunda. Uważa się, że choroba jest spowodowana mutacją genu RECQL4 w locus (8q24.3, kodującego helikazę RecQ, która zaburza replikację DNA i cykl komórkowy. Nie ma specyficznego leczenia zespołu.